# Głosy z odległej gwiazdy
Głosy z odległej gwiazdy (jap. ほしのこえ Hoshi no koe) – japoński film anime typu OVA wydany w lutym 2002, stworzony przez Makoto Shinkaia.
Film miał swoją premierę 3 września 2016 na antenie 2x2 TV, a potem został wydany 30 września tego samego roku na DVD przez wydawnictwo Anime Eden.

## Fabuła
Para nastolatków na odległość komunikują się między sobą e-mailami wysyłanymi z telefonów komórkowych. Im dalej, kierująca robotem grupy zwalczającej Tarsjan dziewczyna, posuwa się w głąb kosmosu, tym dłużej muszą czekać na każdą wiadomość.

## Light novel
W oparciu o film powstała również light novel autorstwa Waku Ōby z ilustracjami Makoto Shinkaia oraz Mizu Sahary, która została wydana 25 lipca 2002 nakładem wydawnictwa Media Factory.

## Manga
Film został zaadaptowany w formie mangi przez Makoto Shinkaia; ilustracje do adaptacji wykonała Mizu Sahara. Kolejne rozdziały publikowane były w magazynie „Afternoon” od kwietniowego numeru w 2004 do lutowego numeru w 2005, które następnie zostały skompilowane w pojedynczym tomie przez wydawnictwo Kōdansha i wydane 22 lutego 2005.
W Polsce licencję na sprzedaż mangi wykupiło wydawnictwo Waneko, które wydało ją pod tytułem Głosy z odległej gwiazdy w pojedynczym tomie 26 lutego 2019.